# U21
U21, Under-21, är ett begrepp som brukar syfta på 21 års åldersgräns inom vissa sporter.

## Fotboll
U21-landslag introducerades i fotboll 1979. Turneringar för U21-landslag finns, bland annat U21-EM. För att spela U21-landskamper ska man vara 21 år gammal eller yngre vid den tidpunkt då kvalspelet till turneringen (U21-EM) inleds. Vid själva turneringen får man sedan vara max 23 år gammal.